# بردة غورة
بردة غورة هي قرية في مقاطعة بيرانشهر، إيران. يقدر عدد سكانها بـ 104 نسمة بحسب إحصاء 2016.